# Торпедо (футбольный клуб, Москва)
«Торпе́до» — российский футбольный клуб из Москвы. Основан 17 августа 1924 года на базе футбольной команды РДПК (Рабочий дворец «Пролетарская кузница»). 3-кратный чемпион СССР (1960, 1965, 1976 (осень)), 6-кратный обладатель Кубка СССР (1949, 1952, 1960, 1968, 1972, 1986), обладатель первого в новейшей истории Кубка России (1993).

## Названия
- 1924—1930: РДПК (Рабочий дворец «Пролетарская кузница»)
- 1930—1932: АМО («Автомобильное московское общество»)
- 1933—1936: ЗиС («Завод имени Сталина»)
- 1936 — 30 июля 1996: «Торпедо»
- 31 июля 1996—1998: «Торпедо-Лужники»
- с 1998: «Торпедо»

## История клуба

### Ранняя история
В конце 1919 года на южных окраинах Москвы, где сосредоточилось множество промышленных предприятий, на месте нынешнего выхода из метро «Автозаводская», не без помощи молодёжи близлежащих улиц и переулков, оборудовали небольшую спортивную площадку, где познакомили жителей района с волейболом и футболом. На ней, расширенной до размеров футбольного поля, 20 сентября 1922 года состоялась международная встреча с футбольной командой Рабочего спортивного союза Финляндии (ТУЛ), в которой ЗКС победил 7:1. Позже на той спортивной площадке свои матчи проводила футбольная команда РДПК. А позже, когда команда стала называться уже АМО, футболисты играли на бывшем стадионе СКЗ, который стал называться ЗиС, пока команда не переехала на «Стадион имени Эдуарда Стрельцова».
В 1924 году, в соответствии с решением VI съезда профсоюзов, Союзом металлистов создаются межрайонные объединённые спортивные клубы, среди которых был и симоновский клуб «Пролетарская Кузница» (Рабочий Дворец «Пролетарская Кузница» или РДПК), который стал центром спортивной жизни Пролетарского района. РДПК просуществовал шесть сезонов, из которых четыре — в высшей лиге. В его активе были победы и над сильнейшими командами столичного футбола — «Металлургом», «Динамо» и «Пищевиками».
10-15 ноября 1930 года на Всесоюзной конференции профсоюзов по физической культуре и спорту принимается решение о построении физкультурных организаций по производственному принципу. Это привело к ликвидации РДПК, так как на всех промышленных предприятиях района стали создаваться свои коллективы физкультуры, в которые перешли практически все игроки младших команд. Самую большую потерю в составе понёс РДПК, в связи с организацией футбольной секции на автозаводе АМО при деятельном участии Василия Канаева, Сергея Троицкого, Бориса Сигачёва, Виктора Павлова, Егора Курского, Виктора Маслова, Григория Помогаева, Вячеслава Орлова, Михаила и Николая Путистиных, Анатолия Емельянова и др. Впоследствии за этот новый коллектив они выступали долгие годы.
Ноябрь 1930 года официально принято считать месяцем и годом создания «Торпедо». 1931 год — первый сезон будущих торпедовцев (а пока АМО) в высшей лиге первенства Москвы. Коллектив АМО в финальном турнире осеннего первенства был пятым, пропустив вперёд «Динамо», «СКиТ (Союз Кооперации и Торговли)», «Серп и молот» и ЗКП (завод «Красный пролетарий»). Руководил командой Сергей Троицкий, в роли играющего тренера был Виктор Маслов. В течение первых трёх лет за коллектив АМО (ЗИС) некоторое время выступали: Михаил Рущинский, Михаил Путистин, Константин Щегоцкий — будущие киевские динамовцы, Виктор Дубинин — будущий московский динамовец, Александр Шапошников и Михаил Сушков — впоследствии первый президент клуба «Кожаный мяч». В 1936 году состоялся первый розыгрыш Первенства страны среди клубов. Коллектив получает новое название — «Торпедо».

### «Торпедо» в высшей лиге СССР (1938—1941)
Сезон 1937 года команда завершила на шестой позиции в группе «Б». В следующем году высшую лигу расширили до 26 клубов и провели первенство в один круг. В первом сезоне среди сильнейших, москвичи заняли девятое место. Выделялись инсайды Константин Рязанцев и Пётр Петров, их с тыла поддерживали полузащитники Виктор Маслов и В. Ершов. В сезоне 1938 года впервые был опубликован список 55 лучших футболистов. Из «Торпедо» туда попало трое футболистов: полузащитник Иван Кочетков (под № 3), правый полусредний (инсайд) Константин Рязанцев (под № 4) и правый полузащитник Виктор Маслов (под № 5).
В чемпионате 1939 года участвовало 14 команд. Главной целью торпедовцев было остаться в классе сильнейших. Но после десяти туров клуб шёл предпоследним. Был уволен Сергей Васильевич Бухтеев, а на его место пришёл Константин Павлович Квашнин. «Торпедо» во втором круге заиграло лучше и сумело занять девятое место. Лучшими бомбардирами команды стали Георгий Жарков (13 голов) и Пётр Петров (12 голов). В следующем году автозаводцы опустились ещё ниже — на одиннадцатое место. По классу они значительно уступали другим московским командам: «Динамо», «Спартаку», ЦДКА.
В 1940 году команда вышла в финал Кубка РСФСР, уступив в финальном матче ивановской «Основе» со счётом 2:4. После бледных результатов, футбольные чиновники решили создать сборные из лучших игроков советских профсоюзов. В турнире 1941 года стартовали команды «Профсоюзы-1» и «Профсоюзы-2». Часть торпедовцев оказалась в первом (теоретически более сильном) коллективе, часть — во втором. Однако, чемпионат не был доигран из-за начала Великой Отечественной войны.
Футболисты принимали участие в эвакуации завода за пределы Москвы. Защитник Кочетков ушёл на фронт, а после войны защищал цвета ЦДКА. Константин Рязанцев перешёл в московский «Спартак». Закончил выступления ветеран В. Поляков.

### Послевоенное время (1942—1953)
Первые игры в столице Советского Союза начали организовывать уже в 1942 году. Регулярно проводили первенство Москвы. Его «торпедовцы» выиграли в 1944 году. В том же году команда достигла крупнейшего на то время успеха в Кубке СССР — полуфинал, а Николай Ильин стал первым футболистом «Торпедо», который удостоился звания заслуженного мастера спорта.
Главным тренером клуба в послевоенные годы был Виктор Маслов. За команду начал выступать талантливый нападающий Александр Пономарёв. Москвичи завоевали бронзу, но отставание от второй команды — ЦДКА — составило 12 очков. В 1946 году команда финишировала четвёртой, а Пономарёв стал лучшим бомбардиром Чемпионата СССР, за что получил звание заслуженного мастера спорта. В обороне дебютировал Юрий Чайко. В следующем году коллектив пополнился ещё двумя сильными футболистами — крайним правым нападающим Антонином Сочневым и защитником Агустином Гомесом (баск, который остался в СССР после турне юношеской сборной Басконии в 1937 году). Надёжным вратарём был Анатолий Акимов, в середине поля выступали Павел Соломатин и Юрий Чайко. Немало забивал Пономарёв. Клуб стабильно выступал в Чемпионате СССР: пятое место в 1947 и 1948 годах, четвёртая позиция в 1949 году.
В 1947 году «автозаводцы» впервые в своей истории вышли в финал Кубка страны, победив тбилисское «Динамо» в четвертьфинале и ЦДКА в полуфинале. Но в решающей игре сильнее оказался «Спартак» (Москва), который выиграл финал со счётом 2:0.
Первый трофей клуб завоевал в 1949 году — был добыт Кубок Советского Союза. Команда повторила этот успех в 1952 году. Покинул «Торпедо» его капитан Александр Пономарёв, закончил карьеру последний из созвездия довоенных игроков.

### 1953—1959
Смена поколений и омоложение клуба продолжались — в 1953 году в «Торпедо» дебютировал 19-летний Валентин Иванов — первый из футболистов и лидеров, которые будут формировать лицо клуба в 50-е и 60-е годы. В следующем году тренеры пригласили в команду юного Эдуарда Стрельцова. Эта пара вошла в историю как первые «торпедовцы», которых пригласили в сборную СССР — это произошло в 1955 году. В следующем году в коллектив влились защитник Леонид Островский и нападающий Слава Метревели, чуть позже — Геннадий Гусаров. Когда в 1957 в команду вернулся наставник Виктор Маслов, в его распоряжении был полный набор классных исполнителей. Попытка стать чемпионом наткнулась на замечательную игру московского «Динамо». «Динамовцы» уверенно действовали в обороне, пропустив за весь сезон лишь 15 голов. «Торпедо», для сравнения, пропустило 23 и отстало от чемпиона на 8 очков. Регулярно входили в список 33 лучших Валентин Иванов и Эдуард Стрельцов. Леонид Островский стал надёжным оплотом защиты команды.
Оптимальное количество забивных футболистов дало возможность тренерам окончательно отказаться от игры с пятью нападающими и перейти к схеме с четырьмя форвардами. В середине сезона 1958 года Эдуарда Стрельцова арестовали и посадили в тюрьму. Клуб потерял одну из ключевых фигур. Команда опустилась на 7 место. В чемпионате 1959 года «Торпедо» финишировало пятым, отметившись малым количеством пропущенных голов. Окончательно сформировалась линия обороны команды: Александр Медакин — Виктор Шустиков — Леонид Островский. Первые поединки провёл полузащитник Валерий Воронин.
В Кубке два года подряд непреодолимой стеной вставал московский «Спартак» — в турнире 1957 года, разгромив в четвертьфинале «Динамо» (Тбилиси) 6:1 (5 мячей провёл Стрельцов, один — Метревели), «автозаводцы» встретились в полуфинале со «Спартаком» и уступили с минимальным счётом — 0:1. В следующем году те же клубы встретились уже в финале, и опять победил «Спартак» 1:0.

### 1960-е
Среди тактических новинок стоит выделить расстановку «Торпедо» во время атаки и способ перехода к обороне. Нападающие москвичей постоянно искали свободное пространство и двигались, что усложняло задачу их оппонентам. Схему игры команды можно было назвать 3-3-4, поскольку полностью «бразильскую» схему 4-2-4 «Торпедо» не переняло — не хватало четвёртого защитника. Команда играла с тремя чистыми защитниками, а во время обороны назад отходил Воронин, который становился четвёртым защитником (позже подобную позицию называли «передний центральный защитник», «стоппер» или «опорный полузащитник»). Команда-чемпион оказалась очень молодой — самому старшему футболисту было только 26 лет.

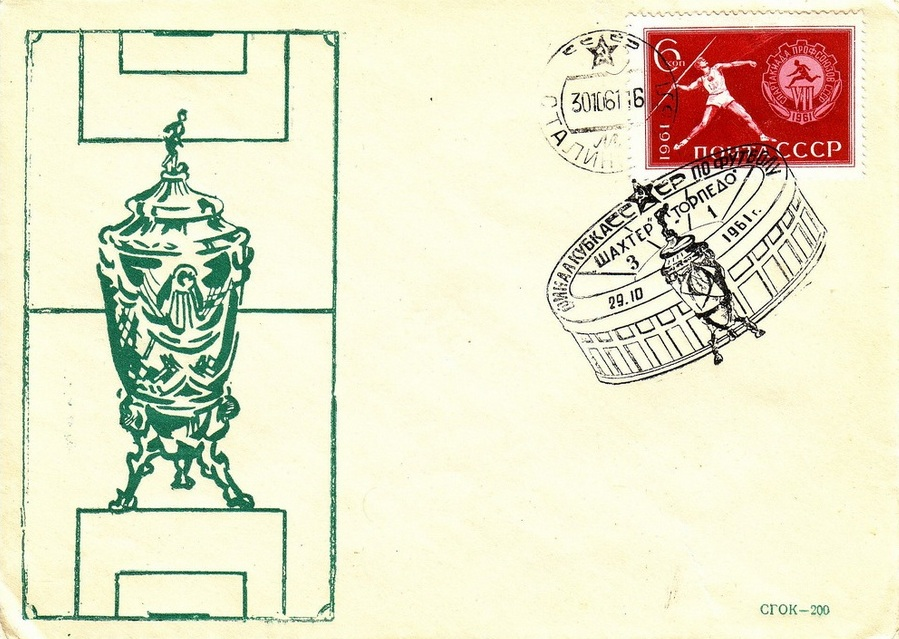
Финал Кубка СССР 1961

Сезон 1961 года «Торпедо» начало в роли безусловного фаворита. Команда выиграла турнир своей подгруппы и попала в десятку лучших. На решающем отрезке игроки не выдержали нагрузок и проиграли ряд важных поединков. «Торпедо» стало вице-чемпионом, пропустив вперёд «Динамо» (Киев). Выйдя в финал Кубка СССР, «автозаводцы» уступили донецкому «Шахтёру» 1:3. Лучшим голеадором стал Гусаров — 22 забитых мяча.
После чемпионата 1961 года из клуба был уволен многолетний наставник, который сделал его чемпионом — Виктор Маслов. Сезон 1962 года «Торпедо» провело на среднем уровне, заняв седьмое место. Тренеры не были довольны игровой формой Воронина, Медакина, Островского, Метревели и Иванова. После завершения первенства немало ведущих футболистов покинуло команду — Слава Метревели перешёл в «Динамо» (Тбилиси), Леонид Островский в «Динамо» (Киев), а Геннадий Гусаров в московское «Динамо».
В следующем году чемпионат провели с участием 20 команд — «Торпедо» финишировало десятым. Чемпионат команда прошла неровно. В список «33 лучших» вошли три торпедовца: Воронин, Иванов и Шустиков. Все — под номером 1.

### 1965 — Возвращение Стрельцова и второе чемпионство

Памятник Эдуарду Стрельцову у входа на стадион «Торпедо» (ныне им. Стрельцова)

Перед сезоном 1964 года команда пополнилась большим количеством исполнителей, которые должны были заменить прежних лидеров. Неожиданно «Торпедо» снова заиграло мощно и до последнего матча боролось с тбилисским «Динамо» за чемпионство. По итогам чемпионата обе команды набрали по 46 очков и вынуждены были проводить «золотой матч» за первое место, который был сыгран на нейтральном поле — в Ташкенте. Основное время завершилось вничью 1:1, но в дополнительное время «Торпедо» пропустило 3 гола — 1:4. Блестящий сезон провёл Валерий Воронин, который стал лидером сборной СССР на чемпионате Европы, проходившем в том же году — там советская команда завоевала «серебро». В 1964 году впервые был проведён опрос среди спортивных журналистов страны для определения лучшего игрока СССР — им стал «торпедовец» Валерий Воронин.
Чемпионат 1965 года начался с поражения в Баку от местного «Нефтчи» — 0:3. Но впоследствии игра стабилизировалась, в том числе благодаря возвращению в команду Эдуарда Стрельцова. И это поражение так и осталось единственным в первом круге — москвичи лидировали после первой половины чемпионата. Преимущество над киевским «Динамо» удалось сохранить до конца сезона — «Торпедо» во второй раз стало чемпионом. Дирижёром атак был Стрельцов, который на удивление быстро ориентировался на поле и точными передачами выводил партнёров на ударные позиции.
Благодаря победе в чемпионате «Торпедо» стало первым советским клубом — участником Кубка европейских чемпионов. В сезоне 1966/67 жребий уже в первом раунде Кубка свёл торпедовцев с двукратными обладателями этого трофея — миланским «Интернационале». Итальянская команда славилась невысокой результативностью и крепкой оборонительной тактикой «катеначчо», которую использовал их наставник Эленио Эррера. Первая игра прошла в Милане и завершилась с минимальным преимуществом хозяев — 1:0. Матч в Москве, на Центральном стадионе имени В. И. Ленина, завершился со счётом 0:0. На эту встречу пришло рекордное количество зрителей: 105 тысяч человек.

### 1967—1991
В сезоне 1966 года свои последние игры за клуб провели Борис Батанов и Валентин Иванов. Команда опустилась на 6-е место. Несколькими годами позже завершили карьеру Валерий Воронин и Эдуард Стрельцов. Московский клуб стал середняком чемпионата, а самой большой звездой команды был Виктор Банников — бывший вратарь «Динамо» (Киев), который стал для обороны «торпедовцев» очень востребованным игроком. После 1972 года повесил бутсы на гвоздь защитник-ветеран Виктор Шустиков — последний представитель звёздного поколения 1960-х гг. Он установил рекорд чемпионатов СССР по количеству проведённых игр — 427. Этот рекорд только спустя 14 лет побьёт киевский «динамовец» Олег Блохин.
Клубу в третий раз удалось стать чемпионом в осеннем чемпионате 1976 года (в том году было проведено два первенства — весной и осенью). Главным тренером работал многолетний нападающий команды Валентин Козьмич Иванов, а помощником был Виктор Михайлович Шустиков. Оборона автозаводцев тех лет (Круглов, Жупиков, Бутурлакин, Пригода) считается лучшей в СССР в конце 70-х и начале 80-х годов — игроки входят в число рекордсменов клуба по количеству сыгранных матчей.
«Торпедо» под руководством Иванова воспитало поколение талантливых футболистов на рубеже 1980—1990-х годов, когда выиграло Кубок СССР 1986 года и первый Кубок России 1993 года (Ю. Тишков, А. Подшивалов, Калайчев, С. Шустиков, А. Полукаров, В. Сарычев, И. Чугайнов, О. Ширинбеков, Г. Гришин, Ю. Савичев, А. Афанасьев, М. Соловьёв и др.) . Команда отличалась хорошей сыгранностью, контролем мяча (игра в мелкий пас на всех участках поля). В 1991 году команда дошла до 1/4 финала Кубка УЕФА, где лишь в серии послематчевых пенальти уступила датскому «Брондбю» (д.-1:0; .г.-0:1), клубу, формировавшему сборную Дании, ставшую чемпионом Европы 1992 года.

### Современная история
В 1996 году собственник клуба — завод ЗИЛ — продаёт «Торпедо» новому владельцу ОАО «Лужники», и клуб переезжает со стадиона «Торпедо» на Большую спортивную арену олимпийского комплекса Лужники. В 1999—2002 годах под руководством талантливого тренера В. В. Шевченко «Торпедо» стало одним из лидеров российского футбола. Команда показывала яркую, самобытную игру. В 2000 году клуб завоевал бронзовые медали чемпионата. Однако затем «Торпедо» стало испытывать всё большие финансовые трудности, и по итогам 2006 года клуб впервые в своей истории покинул высший дивизион отечественного футбола.
В 2008 году последовал вылет из первого дивизиона ПФЛ и уход группы ведущих футболистов. В начале 2009 года появилась информация о возможном объединении «Торпедо» и футбольного клуба «Торпедо-РГ», выступавшего в зоне «Запад» Второго дивизиона. Поскольку все детали были согласованы, новый владелец «Торпедо» Александр Тукманов отзаявил свою команду из числа участников Второго дивизиона. Однако в последний момент между сторонами возникли некие разногласия, и объединение двух команд сорвалось. К тому моменту все сроки на повторное внесение заявки в ПФЛ были пропущены. В итоге из-за досадной организационной накладки команда временно лишилась профессионального статуса. В 2009 году «Торпедо» уверенно выиграло Первенство России среди ЛФК (третий дивизион) в группе «А» зоны «Москва» и вернуло себе статус профессионального футбольного клуба.
7 декабря 2009 года был подписан контракт с новым главным тренером Сергеем Павловым. Однако из-за разногласий с руководством он оставил пост, не проработав в итоге и года. 15 августа 2010 года главным тренером чёрно-белых стал Игорь Чугайнов — начинающий специалист и торпедовский воспитанник. 30 октября 2010 года «Торпедо» дома выиграло ключевой матч у «Губкина» и вышло в Первенство Футбольной национальной лиги. В сезоне 2011/12 годов «Торпедо» заняло итоговое восьмое место. 5 апреля 2012 года Игорь Чугайнов был отстранён от руководства командой. Исполняющим обязанности главного тренера (а затем и главным тренером) стал Михаил Белов, работавший до этого помощником Чугайнова. 22 ноября 2012 года после отставки Белова у руля команды встал Борис Игнатьев. В сезоне 2012/13 годов «Торпедо» едва избежало вылета во второй дивизион. По окончании чемпионата был снова сменён главный тренер — вместо Игнатьева пришёл 42-летний Владимир Казаков, в своё время игравший в «Торпедо». Были приобретены несколько футболистов, имеющих опыт выступления на высшем уровне. Однако за 6 первых туров «автозаводцы» смогли набрать лишь 2 очка, Казаков взял вину на себя и подал в отставку.
5 сентября 2013 года команду возглавил Александр Генрихович Бородюк. При нём «Торпедо» начало прогрессировать и по итогам сезона 2013/14 заняло третье место в чемпионате ФНЛ, обеспечив себе участие в стыковых матчах за право играть в Премьер-лиге. Первый стыковой матч с 14-й командой РФПЛ — самарскими «Крыльями Советов» — состоялся 18 мая 2014 года на стадионе в подмосковном Раменском и закончился со счётом 2:0 в пользу чёрно-белых. 22 мая 2014 года «Торпедо» сыграло вничью 0:0 в ответной игре и по сумме двух матчей вернулось в Премьер-лигу спустя 8 лет.
Сезон 2014/2015 начался для «Торпедо» очень неудачно. В первом туре клуб потерпел поражение 1:4 от ЦСКА, а во втором — разгром от «Зенита» 1:8. К зимнему перерыву команда занимала 12 место (вне зоны вылета и переходных матчей). Для улучшения результатов команды «Торпедо» решило выставить на трансфер шесть игроков, в том числе нападающих Сергея Давыдова и Игоря Шевченко, которые за первую половину чемпионата не забили ни одного гола, и пригласить на их место новых игроков атаки — Зенёва, Базелюка и Смарасона.
По итогам сезона 2014/15 «Торпедо» заняло предпоследнее — 15-е место в РФПЛ — и выбыло в ФНЛ. 23 июня 2015 года президент клуба Александр Тукманов сообщил, что «Торпедо» не выступит в первенстве ФНЛ нового сезона, а долги клуба, со слов Тукманова, составляют около 220—230 млн рублей. В итоге из-за продолжающихся проблем с финансированием, клуб не подал заявку для участия в ФНЛ на сезон. Также руководство завода ЗИЛ сообщило о готовности спонсировать клуб для участия в ПФЛ. 3 июля 2015 года «Торпедо» подало документы на участие в зоне «Центр» второго дивизиона. После трёх матчей в ПФЛ стало известно, что клуб может сняться с розыгрыша ПФЛ, а РФС запретил клубу регистрировать новых футболистов. 5 мая 2016 года Виктор Булатов возглавил московское «Торпедо». В июле 2016 года клуб получил лицензию на выступление в ПФЛ. К зимнему перерыву сезона 2016/2017 клуб занимал 4 место в зоне «Центр».
В сентябре 2017 года московский клуб «Торпедо» у ЗИЛа выкупил бизнесмен Роман Авдеев — владелец концерна «Россиум». Новым собственником клуба стал «МКБ-капитал», основная часть акций которого принадлежит «Россиуму». Также концерн является собственником стадиона имени Эдуарда Стрельцова, где «Торпедо» в сезоне-2017/18 провело два домашних матча. В конце декабря Александр Тукманов покинул пост президента клуба.
В сезоне 2018/2019 «Торпедо» стало чемпионом зоны «Центр», и за тур до окончания первенства, обыграв дома раменский «Сатурн» (4:1), оформило себе выход в ФНЛ. При этом команда показала 21-матчевую беспроигрышную серию, ставшую рекордной для ФНЛ.
Первый гол в сезоне-2019/20 забил Иван Сергеев на 81-й минуте в ворота «Факела» (1:0). На момент завершения сезона «Торпедо» занимало 4-е место. 31 мая 2020 года покинула пост президента Елена Еленцева, на её место был назначен Денис Маслов, бывший исполнительный директор «Амкара».
В сезоне 2021/22 «Торпедо» заняло первое место и впервые с сезона 2014/15 вышло в Премьер-лигу. 13 мая 2023 года, проиграв московскому ЦСКА (0:3) в матче 27-го тура, «Торпедо» лишилось шансов на сохранение прописки в Российской премьер-лиге и тем самым вернулось в Первую лигу.
В 2025 году клуб напрямую вышел в РПЛ и попал состав участников лиги на сезон 2025/26. Однако 18 июня 2025 года прошли обыски в офисе команды и по месту жительства владельца клуба Леонида Соболева и генерального директора Валерия Скородумова. На следующий день они были доставлены в отделение полиции, позднее стало известно о возбуждении по статье 184 УК часть 2 («Оказание противоправного влияния на результат официального спортивного соревнования»). Подозреваемые в подкупе арбитра акционеры вины не признали и были арестованы на 2 месяца. Под домашний арест отправлена бухгалтер клуба Ирина Волкова. На фоне этих событий клуб выпустил официальное обращение с заявлением о готовности сотрудничать с компетентными органами в рамках закона и том, что текущая операционная деятельность ФК «Торпедо Москва» продолжается в штатном режиме. 10 июля 2025 года состоялось заседание контрольно-дисциплинарного комитета РФС, на котором было принято решение об исключении «Торпедо» из числа участников чемпионата России на сезон 2025/26. На следующий день «Торпедо» было включено в число участников Первой лиги на сезон 2025/26.

## Болельщики «Торпедо»
Самое влиятельное и многочисленное объединение болельщиков «Торпедо» называется «Запад-5», созвучно с западной трибуной стадиона на Восточной улице, где всегда размещались хозяева.
У болельщиков «Торпедо» дружественные отношения с фанатами московского «Спартака». Также друзьями считаются фанаты клубов «Торпедо» (Владимир), «Торпедо» (Минск), «Торпедо» (Жодино), «Торпедо» (Миасс).
В 1990-х годах появилось противостояние с футбольным клубом «Локомотив» (Москва).

## Дублирующие команды

### Фарм-клуб
В 1939—1941 годах в соревнованиях КФК СССР и РСФСР, а также чемпионате и кубке города играла команда «Торпедо II».
Существовала также команда «Торпедо-клубная». Три сезона (1967—1969) она провела в классе «Б» (тогда — третьей по силе лиге) первенства СССР.
В 1992—2000 годах существовала команда выступавшая в низших лигах России и принимала участие в первых двух розыгрышах Кубка России. В 2001 году команда перешла в новообразованный турнир дублёров РФПЛ.
26 января 2022 года советом директоров основной команды было объявлено о возрождении фарм-клуба.

### Молодёжная команда
До 1991 года молодёжный состав участвовал в турнире дублёров команд высшей лиги СССР.
В 2001—2006 годах молодёжный состав играл в турнире дублёров РФПЛ.
В сезонах 2014/15 и 2022/23 команда участвовала в Молодёжной футбольной лиге (ранее Молодёжное первенство России), в 2025 году — в группе Б первенства.

### Любительские команды
Любительская команда «Торпедо» (обозначения: ЛФК «Торпедо», «Торпедо-2», «Торпедо-М») — в разные годы участница первенств России среди КФК (ЛФК) в зоне «Москва». Команда СК «Торпедо», также участвовавшая в первенстве ЛФК, относилась к клубу «Торпедо-ЗИЛ».
В 2019 году совместно с руководством СШОР «Юность Москвы — Торпедо» создана молодёжная команда, начавшая выступать в IV дивизионе — чемпионате Москвы среди ЛФК (Дивизион «Б»), с сезона 2021 года также стала выступать команда ЛФК «Торпедо» — в 2021 году играла в Третьем дивизионе, зона «Москва» (Дивизион «А»), в 2022 году — в IV дивизионе. Академию «Торпедо» представляла команда «Торпедо» (Наро-Фоминский городской округ) — в 2021 году играла в Лиге «В» чемпионата Московской области, в 2022 году — в Лиге «Б».
В 2023 году в Дивизионе «А» играла команда «Торпедо»-м, в Дивизионе «Б» — ЛФК «Торпедо-2». В 2024 году АО ФК «Торпедо» играла в дивизионе «А», став финалистом Кубка Москвы.

## Символы

### Стадион
После войны на долгое время домашним стадионом становятся «Лужники». Также команда выступала на этом стадионе в период 1998—2008 годов.

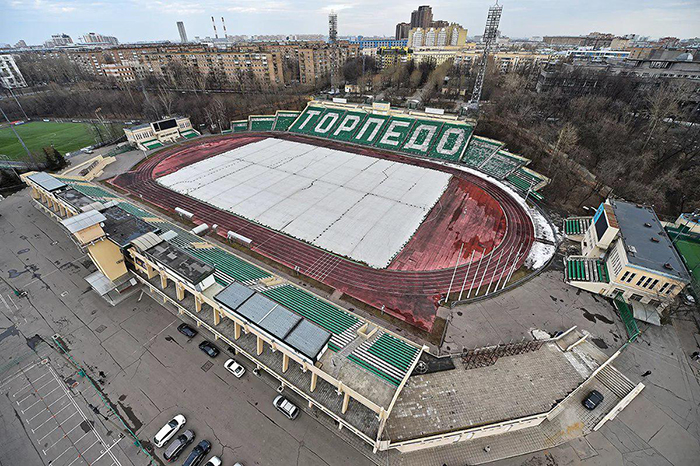
Стадион «Торпедо» до реконструкции

Стадион имени Эдуарда Стрельцова (ранее — Стадион «Торпедо») — домашний стадион ФК «Торпедо». Был построен в 1959 году и использовался в качестве тренировочного поля для одноимённой футбольной команды Завода имени Лихачёва. Первый матч на стадионе состоялся 15 апреля 1977 года («Торпедо» — «Черноморец»). С 1978 по 1997 годы и в 2010—2013 годах — домашний стадион «Торпедо». 21 июля 1997 года стадиону «Торпедо» было присвоено имя легендарного торпедовца Эдуарда Стрельцова. С 1997 по 2010 на стадионе проводил матчи ФК «Москва» (в 1997—2002 — «Торпедо-ЗиЛ», в 2003—2004 — «Торпедо-Металлург»).
В 2009 году в первенстве России среди ЛФК «Торпедо» принимало своих соперников не на основной арене стадиона имени Эдуарда Стрельцова, а на поле № 4.
В сезоне-2013/14 (в ФНЛ) «Торпедо» проводило домашние матчи на стадионе «Сатурн» в городе Раменское. В сезоне-2014/15 (в РФПЛ) «Торпедо» основную часть игр на своём поле проводило матчи там же, ещё пять домашних матчей провело на стадионе имени Эдуарда Стрельцова, и ещё один домашний поединок со «Спартаком» был перенесён в вотчину соперника — стадион «Открытие Арена».
В течение двух с половиной сезонов (2015/16, 2016/17 и первый круг сезона 2017/18) команда выступала на стадионе академии «Спартак» имени Фёдора Черенкова в связи с тем, что руководство не смогло согласовать проведение матчей на стадионе им. Эдуарда Стрельцова.
С 27 октября 2017 года вновь домашние матчи проводит на стадионе имени Эдуарда Стрельцова.

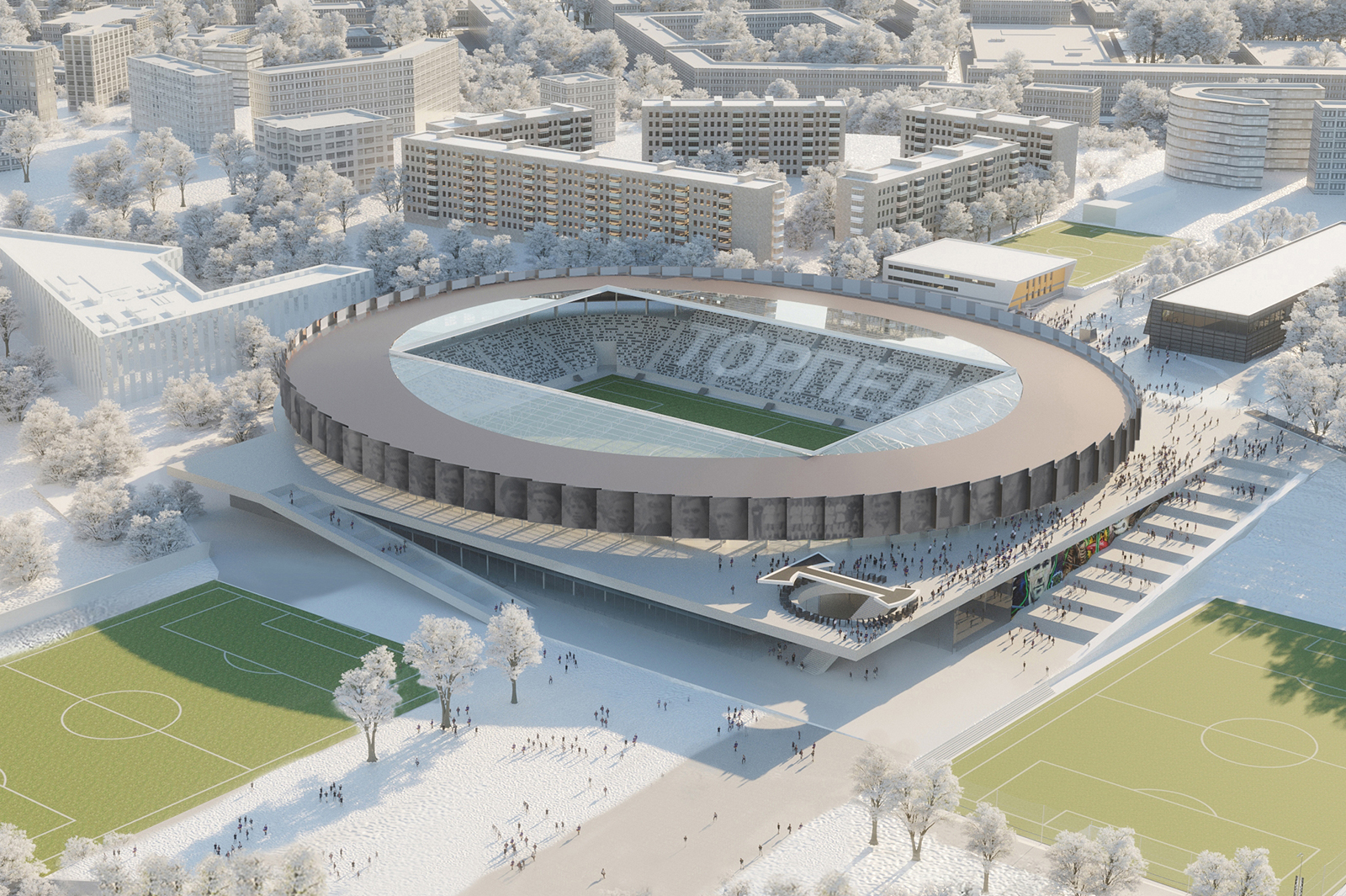
Проект нового стадиона «Торпедо»

В конце 2021 года началась реконструкция стадиона. Завершить реконструкцию планируется до конца 2025 года. Его превратят в современную футбольную арену для проведения соревнований всероссийского и международного уровня — IV (высшей) категории по классификации УЕФА и I категории по классификации РФС. Также на стадионе можно будет проводить матчи по регби. Рядом со стадионом обустроят одно полноразмерное (105х68 м) и два малых (60х40 м) тренировочных поля с искусственным покрытием уровня FIFA Quality Pro. Проектом реконструкции также предусмотрена инфраструктура для музея футбольного клуба «Торпедо Москва», магазина клубной атрибутики, детской футбольной академии «Торпедо», заведений общепита и вспомогательных служб.

### Цвета клуба и форма
| Чёрный | Белый |

Клубными цветами являются чёрный и белый. Также иногда используют зелёный.

### Эмблема клуба

История эмблемы клуба
1924—1930
1931—1932
1933—1936
1936
1936
1950—1960
1960, 1965
1960-е
1960-е
1980-е
1980-е
1980-е
1991
1991
1992
1992—1993
1993—1996
1997
1998
1999
1999—2009
2010
2018—2023
2023—н. в.

## История

#### 1924—1991
В период с 1930 по 1936 год спортивный коллектив московского автозавода выступал под эмблемами промышленного предприятия: АМО и ЗИС, а также РАТАП (по названию профсоюза, который объединял работников автомобильной, тракторной и авиационной промышленности). Только с появлением в отечественном футболе в 1936 году слова «Торпедо» клуб получил собственный, отдельно от заводского, графический символ. Единого же цвета формы клуб ещё не имел, но преобладали оранжево-чёрные цвета.
За основу первой эмблемы была взята идея бывшего игрока футбольного коллектива РДПК и АМО Вячеслава Орлова — литера «Т». Так первая эмблема появилась и была утверждена в 1936 году. На ней была изображена зелёная буква «Т» на фоне гоночного автомобиля красного цвета и жёлтой велосипедной звёздочки. Эмблема символизировала принадлежность команды к автозаводу, а также олицетворяла название клуба (словом «Торпедо» называлась в те годы разновидность скоростного гоночного автомобиля) и указывала на один из выпускавшихся заводом в то время видов продукции — велосипеды.
1936 год. …А в то время я в большой дружбе был с Яковом Фёдоровичем Мельниковым, нашим знаменитейшим конькобежцем, многократным чемпионом страны, членом клуба ЗИС. А человек он какой прекрасный! Он любил заходить ко мне и частенько бывал запросто. И вот помню: возвращается он с пленума ЦК профсоюза работников автотракторной и авиационной промышленности (РАТАП), быстро входит и сразу мне:

— Славка, рисуй: автомобиль, какую-нибудь шестерёнку и букву «Т».

— А почему «Т»?

— Потому что будет название «Торпедо».

И я послушно беру лист бумаги и карандашом от руки вырисовываю, что мне подсказывает фантазия: автомобиль, конечно, типа гоночного, чтоб его обводы сами говорили о скорости; буква «Т» должна быть особенно красивой, она — центр композиции; а уж всё это обрамляет шестерёнка.
Орлов также стал автором двух основных цветов формы — чёрного и белого, с которыми сейчас и ассоциируется «Торпедо».
Не сочтите за нескромность, но и торпедовские цвета чёрно-белые — тоже моя затея. Футболка — чтобы белая, трусы — чёрные, а гетры — чёрного цвета, но обязательно с двумя белыми полосками.
В советские времена клуб «Торпедо» входил в спортивное общество «Труд», флаг которого был синего цвета. Из-за этого долгое время, кроме чёрно-белых цветов, в качестве второго комплекта формы торпедовцы использовали синие футболки. Фактически, автозаводцы выступали и под эмблемой «Труда» тоже. На эмблеме было изображено зубчатое колесо-шестерёнка, на фоне которого между двумя параллельными горизонтальными линиями была надпись «ТРУД». Некоторые матчи торпедовцы проводили в красной форме, жёлтых гетрах и с бордовой литерой «Т» на груди.
В подавляющем большинстве матчей во все времена игроки «Торпедо» выходили в форме, имеющей чёрный и белый цвета. Наиболее часто выбирали комплект формы полностью белого цвета, полностью чёрного цвета, белую футболку совместно с чёрными трусами. Реже — чёрную футболку с белыми трусами. Основным символом, наносимым на футболки автозаводцев, была сначала фигурная буква «Т», а с середины 70-х — прямая. Начиная с середины 70-х (примерно с 1974 года) заказы на изготовление спортивной амуниции от клуба «Торпедо» выполняла фирма Adidas. На футболках стали появляться полосы, затем логотип спонсора, затем и более сложные элементы.
В 1980-х годах «торпедовцы» приобрели новый, современный стиль. Команда перешла на фирменную спортивную экипировку. На футболках впервые появилось слово «Торпедо». В 1986 году торпедовцы играли в белых футболках в частую вертикальную полоску чёрного цвета. Второй выбор формы этого же года представлял собой зелёные футболки с белой надписью «Торпедо». Новая эмблема была выполнена в чёрно-белых цветах. На фоне чёрного щита с белой окантовкой был изображён футбольный мяч, сверху которого полукругом было расположено название клуба — «Торпедо». Именно с этой эмблемой торпедовцы завоевали свой последний Кубок СССР в 1986 году.
В 1988, 1989 и в первой половине сезона 1990 года футболки «Торпедо» носили логотип спонсора Danieli. Гостевая футболка была зелёного цвета с серебристым отливом, трусы — в мелкую вертикальную зелёно-белую полоску. В 1990 году — зелёная футболка с белыми рукавами.
С конца 1990 по 1996 год включительно «Торпедо» экипировалось в продукцию английской фирмы Umbro.
В конце 1990 и в 1991 году на домашних белых и гостевых зелёных футболках располагался логотип фирмы Kodak Copiers, в качестве эмблемы была прямая литера «Т».
Начиная с еврокубковых матчей осени 1991 года и до осени 1992 года домашняя футболка была белого цвета с чёрно-синими «мазками» на рукавах. Гостевая футболка была зелёного цвета в тонкую белую вертикальную полоску сверху, переходящую к низу в чёрно-бело-зелёную «ёлочку». В центре футболки размещался логотип немецкой пивоварни Holsten. Эмблемой оставалась прямая литера «Т».

#### 1993—2000
Начиная с осени 1993 года, домашняя футболка была несколько видоизменена: модель осталась прежней, но на рукавах появился логотип нового спонсора — телеканала «2x2» (для внутренних соревнований), логотип Holsten был нанесён другим шрифтом, а эмблемой до конца сезона 1996 года стала историческая «шестерёнка». Именно в этой форме «Торпедо» осенью 1992 года победило в Кубке УЕФА «Манчестер Юнайтед», а летом 1993 года завоевало свой первый и пока единственный Кубок России. На зелёной гостевой футболке образца осени 1992 — осени 1993 годов, кроме трёх белых и трёх чёрных крупных полосок-мазков, больше никаких узоров. Гетры были либо чёрными, либо белыми. В некоторых матчах «торпедовцы» использовали полностью зелёный (футболки, трусы, гетры) комплект. Начиная с 1994 года, три сезона «торпедовцы» играли в белых футболках и чёрных трусах, либо в зелёных футболках и белых трусах. Holsten продолжал оставаться спонсором клуба.
В августе 1996 года команда поменяла владельца. Следствием этого стала смена названия клуба на «Торпедо-Лужники» и переезд на новую домашнюю арену — стадион «Лужники», последовавший чуть позже, в августе 1997 года. Эмблема была заменена новой, выполненной в чёрно-белых цветах, представляющей собой чёрную букву «Т» на белом фоне, вокруг которой располагалось чёрное кольцо с белой окантовкой и надписью «Футбольный клуб „Торпедо-Лужники“ Москва». При этом классический стиль буквы «Т» был изменён.
Сезоны 1997 и 1998 годов «Торпедо» провело в экипировке фирмы Reebok. Первый домашний матч чемпионата 1997 года «торпедовцы» сыграли в запасном комплекте формы: синих футболках и синих трусах с извитыми полосами белого цвета. Домашний комплект остался традиционным: белая футболка с новой клубной эмблемой и полностью чёрные трусы. Но вскоре у фирмы Reebok был заказан новый гостевой комплект: широкая диагональная извивающаяся полоса белого цвета на чёрных трусах, несколько таких же полос на чёрной футболке.
В 1998 году надпись на эмблеме была изменена на «Футбольный клуб „Торпедо Москва“». Главная литера «Т» логотипа вновь приняла привычные, но более современные очертания. Форма клуба была выполнена в новом стиле: на фоне трёх широких горизонтальных полос чёрного цвета с переходом в серый, была изображена белая буква «Т», занимающая на футболке большую площадь. Имелся второй комплект футболок с чёрной буквой «Т». Трусы были либо чёрными с тремя опоясывающими тонкими белыми полосками либо, напротив, белыми, с тремя горизонтальными чёрными полосками. Эта форма была эксклюзивной разработкой фирмы Reebok совместно с российским модельером одежды Алексеем Грековым. Вместе с небольшим логотипом фирмы-производителя на правой стороне груди футболки также имели большую надпись «Reebok», располагавшуюся по центру, над литерой «Т». В ней «торпедовцы» играли год, а затем передали игровые комплекты команде дублёров. В этом году на футболках «Торпедо» впервые появился серый цвет.
В дальнейшем руководство клуба вновь сменило поставщика спортивного инвентаря. С 1999 по 2003 годы включительно им был итальянский бренд Diadora. На протяжении периода 1999—2007 годов домашние футболки «торпедовцев» были белыми, гостевые — чёрными.
В 1999 году был выбран новый вариант эмблемы, на которой изображена буква «Т» на фоне футбольного мяча, окружённая двойным обрамлением с чёрной надписью в круговом поле «Футбольный клуб „Торпедо Москва“». 

#### с 2000
В сезоне 2000 года титульным спонсором команды, при содействии начальника Управления делами Администрации Президента РФ и давнего болельщика команды П. П. Бородина, являлась компания «Роснефть».
С 2004 года на футболки игроков вновь вернулась фигурная литера «Т», известная как «ласточкин хвост» или просто «ласточка». Поставщиком экипировки в 2004 году была французская марка Le Coq Sportif.
Начиная с 2005 года «Торпедо» вернулось к экипировке Umbro.
В 2006 году руководство клуба сделало попытку введения в гардероб команды третьего комплекта формы. Для этих целей была выбрана футболка серебряного цвета. Данный вариант формы был использован всего в одном матче: 14 октября 2006 года в Нальчике против местного «Спартака».
24 июля 2007 года, в гостевом матче 24 тура в рамках Первого дивизиона ПФЛ против челнинского «КАМАЗа», «Торпедо» выступило в очередном варианте третьей формы: жёлтые с чёрными вставками футболки, чёрные с жёлтыми вставками трусы, чёрные гетры. Форма оказалась несчастливой — «Торпедо» крупно проиграло со счётом 0:4.
В 2008 году гостевым комплектом формы «Торпедо» были футболки серебряного цвета с тёмно-синими стреловидными вставками, тёмно-синие трусы и тёмно-синие гетры.
В сезоне 2009 года была возрождена историческая традиция формы времён тренера Виктора Александровича Маслова: полностью белый домашний комплект и гостевая футболка ярко-синего цвета. С середины сезона на футболках появляется логотип одного из акционеров клуба — российской аудиторско-консалтинговой фирмы Energy Consulting. Сотрудничество продолжилось и в сезоне 2010 года.
В 2010 году, выступая в экипировке немецкого бренда Adidas, помимо привычной полностью белой домашней формы, «автозаводцы» использовали также гостевую футболку серебряного цвета с чёрными трусами. И лишь однажды, в гостевом матче против воронежского «Факела» «торпедовцы» играли в чёрно-белой форме (белая футболка, чёрные трусы).
В сезоне 2011/2012, выступая уже в ФНЛ, «Торпедо» использует полностью белую (домашнюю) форму и чёрные футболки, белые или чёрные трусы, чёрные гетры в качестве гостевого комплекта. Также на футболках, наряду с фигурной литерой «Т», нанесено слово «ТОРПЕДО». Сзади, под номером футболиста, нанесён логотип спонсора «Агент.ру». Экипировка вновь заказана у Umbro.
9 августа 2011 года на домашний матч против команды «Сибирь» из Новосибирска «автозаводцы» вышли в специальных футболках, посвящённых 95-й годовщине основания Завода имени Лихачёва — основного акционера клуба. Белая футболка с зелёными вставками, в качестве эмблемы была использована традиционная «шестерёнка». На груди — логотип завода, под ним — надпись «95 лет». Сзади, над фамилией футболиста — адрес официального сайта клуба.
Начиная с весны 2012 года, на футболки нанесены небольшие логотипы ЗиЛа: спереди, над логотипом Umbro, и сзади, над фамилией футболиста.
В сезон 2012/2013 команда вступила вновь в экипировке Adidas. Домашний комплект — белая футболка, чёрные трусы, белые гетры, гостевой комплект — чёрная футболка с широкой белой горизонтальной вставкой в верхней части груди, чёрные трусы, чёрные гетры. Изменилась эмблема: на смену «ласточке» пришла «шестерёнка», выполненная, однако, не в классических цветах, а в чёрно-серо-белой гамме. Титульным спонсором формы стал основной акционер клуба — ЗиЛ, чей большой логотип размещён на фронте футболки, а маленький — сзади, над фамилией.
Перед началом сезона 2013/2014 клуб подписал контракт с итальянской фирмой Legea, став первой российской командой, экипированной данным производителем. Контракт рассчитан на три года. Домашний комплект — полностью белый, гостевой — тёмно-синий с золотой отделкой. Эмблемой вновь служит «ласточка».
Летом 2018 года клуб заключил контракт с испанской фирмой Joma Sport. 17 июля был представлен комплект домашней формы — белая футболка, чёрные шорты и белые гетры с чёрной полосой сверху. На футболке спереди находятся логотип титульного спонсора группы компаний «Инград» и эмблема Торпедо цветная «шесТеренка», сзади номер и фамилия игрока оформленные уникальным шрифтом на основе литеры «Т». Над фамилией находится цветной логотип БК «Bingo Boom». На правом рукаве находится шеврон ПФЛ, а на левом шеврон в честь 80-летия флага Торпедо.
29 июля 2020 года клуб заключил контракт с БК «Олимп».

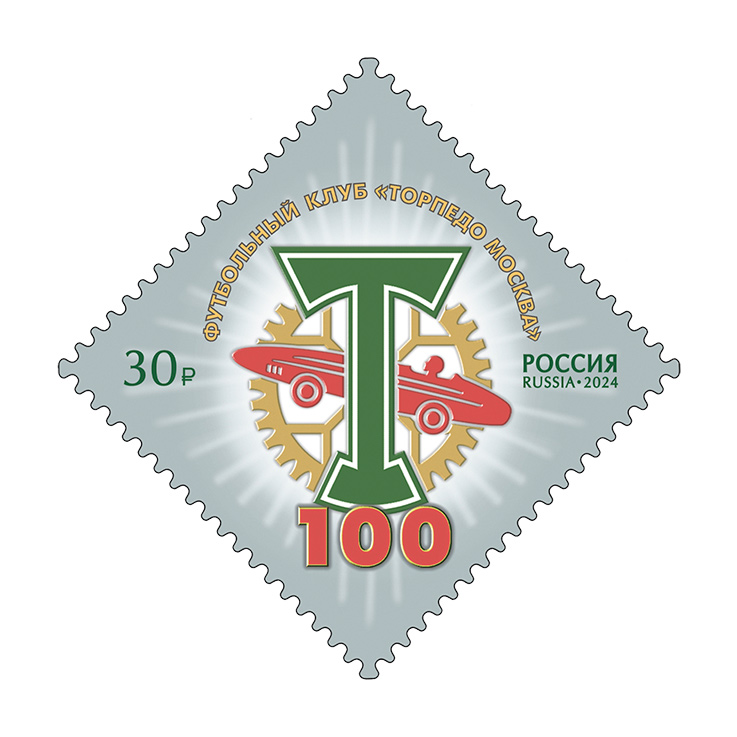
Почтовая марка России, 2024 год

В 2024 году Почтой России выпущена марка, посвященная 100-летнему юбилею клуба.

### Экипировка и спонсоры
| Годы       | Технический спонсор                | Годы       | Титульные спонсоры |
| ---------- | ---------------------------------- | ---------- | ------------------ |
| 1976—1990  | Adidas                             | 1976—1987  | Без спонсора       |
| 1976—1990  | Adidas                             | 1988—1990  | Danieli            |
| 1990—1996  | Umbro                              | 1990—1991  | Kodak Copiers      |
| 1990—1996  | Umbro                              | 1991—1996  | Holsten            |
| 1997—1998  | Reebok                             | 1997       | Без спонсора       |
| 1997—1998  | Reebok                             | 1998       | Reebok             |
| 1999—2003  | Diadora                            | 1999       | Без спонсора       |
| 1999—2003  | Diadora                            | 2000       | Роснефть           |
| 1999—2003  | Diadora                            | 2001—2003  | Без спонсора       |
| 2004       | Le Coq Sportif                     | 2004       | Без спонсора       |
| 2005—2009  | Umbro                              | 2005—2008  | Без спонсора       |
| 2005—2009  | Umbro                              | 2009       | Energy Consulting  |
| 2010       | Adidas                             | 2010       | Energy Consulting  |
| 2011—2012  | Umbro                              | 2011—2012  | Агент.ру           |
| 2012—2013  | Adidas                             | 2012—2013  | ЗиЛ                |
| 2013—2018  | Legea                              | 2013       | Без спонсора       |
| 2013—2018  | Legea                              | 2014—2015  | Gorenje            |
| 2018—2019  | Joma                               | 2018—2022  | Ingrad             |
| 2019—2020  | Macron                             | 2018—2022  | Ingrad             |
| 2020—2022  | Nike                               | 2018—2022  | Ingrad             |
| 2022—2023  | Puma                               | 2022—2024  | Pari               |
| 2023—2024  | Wildberries/ Ничего обычного/ Joma | 2022—2024  | Pari               |
| 2024—н. в. | Puma                               | 2024—н. в. | Tennisi bet        |

## Достижения

### Национальные турниры
Чемпионат СССР / Чемпионат России
- Чемпион (3): 1960, 1965, 1976 (осень)
- Серебряный призёр (3): 1957, 1961, 1964
- Бронзовый призёр (7): 1945, 1953, 1968, 1977, 1988, 1991 / 2000

Кубок СССР / Кубок России
- Обладатель (7): 1949, 1952, 1960, 1968, 1972, 1986 / 1993
- Финалист (9): 1947, 1958, 1961, 1966, 1977, 1982, 1987/88, 1988/89, 1990/91
- Финалист Кубка РСФСР: 1940

Первая лига СССР / Первая лига России:
- Победитель: 2021/22
- Серебряный призёр: 1936 (весна), 2024/25
- Бронзовый призёр: 2013/14

ПФЛ (зона «Центр») / Второй дивизион
- Победитель: 2010, 2018/19
- Бронзовый призёр: 2016/2017

Третий дивизион
- Победитель: 2009 (группа «А» зоны «Москва»)
- Серебряный призёр: 2009 (первенство среди клубов ЛФЛ)

Кубок ФНЛ
- Финалист: 2014

Кубок ВЦСПС
- Обладатель (2): 1932, 1944

### Молодёжная команда
Первенство дублёров СССР / Турнир дублёров / Молодёжное первенство России:
- Победитель (2): 1959, 1975
- Серебряный призёр: 1972
- Бронзовый призёр (2): 1977, 1985

### Европейские турниры
Кубок обладателей кубков
- 1/4 финала (2): 1967/68, 1986/87

Кубок УЕФА
- 1/4 финала: 1990/91

Кубок Интертото
- 1/2 финала: 1997

### Региональные, ранние и внутриведомственные соревнования
Чемпионат Москвы
- Чемпион: 1944
- Серебряный призёр (5): 1931, 1933 ,1934 (осень), 1935 (осень), 1941 (осень)
- Бронзовый призёр (2): 1930, 1934 (весна).

Кубок Москвы
- Обладатель (2): 1943, 1944 (дублирующий состав)

### Международные турниры
Всемирная Спартакиада Французского Спортивного Союза (Франция)
- Победитель: 1938

 Турнир на Приз газеты «Asahi» (Япония)
- Победитель: 1965[59]

Troféu conde de fenosa La Coruna (Испания)
- Победитель: 1971

Турнир на Приз газеты «Неделя» (СССР)
- Победитель: 1977
- Серебряный призёр (2): 1975, 1980

Trofeo Ciudad de Vigo (Испания)
- Бронзовый призёр: 1977

Международный турнир в Генте (Бельгия)
- Победитель: 1958 (дублирующий состав)

Trofeo Ciudad de Santander (Испания)
- Серебряный призёр: 1971

Trofeo Villa de Madrid (Испания)
- Серебряный призёр: 1975

Trofeo Costa del Sol (Испания)
- Бронзовый призёр: 1976

Rubens Cup (Бельгия)
- Победитель: 1987

Agadir Tournament (Марокко)
- Победитель: 1987

Кубок независимости Марокко (Марокко)
- Бронзовый призёр: 1987

Ciutat de Lleida Trophy (Испания)
- Победитель: 1991

Toernooi Brugse Metten (Бельгия)
- Победитель: 1989

Pinatar Cup (Испания)
- Победитель: 2015

### Другие турниры
Негаснущие звезды (ветераны)
- Победитель: 2011,2013 (недоступная ссылка)
- Серебряный призёр: 2004
- Бронзовый призёр: 2016

### Футбольные призы
- Крупного счёта: 1964
- Справедливой игры: 1981
- Гроза авторитетов: 1987
- Кубок прогресса: 1976 (о)
- Приз имени Григория Федотова: 1961, 1962 и 1964
- Двумя составами: 1959
- За лучшую разницу мячей: 1976(о)
- За самый красивый гол сезона: 1965, 1966, 1970, 1985, 1991
- Лучшему новичку: 1988
- Лучшие дебютанты сезона: 1967, 1968 (2 раза) 1970, 1972, 1973, 1974 (2 раза), 1975 (3 раза)
- Приз «Вратарь года» имени Льва Яшина: 1965, 1967, 1970, 1981, 1991, 1993
- Футболист года в СССР: 1964, 1965, 1967, 1968
- Приз Госкомспорта СССР для дублёров: 1959, 1975
- Лучшие бомбардиры чемпионата СССР: 1946,1955,1961
- Лучшие бомбардиры чемпионата России: 2001

## Рекорды
Самые крупные победы:
- В чемпионатах СССР
  - 6:0 («Калев» (Таллин) — 1960; «Пахтакор» (Ташкент) — 1961)
  - 7:1 («Нефтяник» (Баку) — 1961; «Динамо» (Ленинград) — 1962; «Динамо» (Киев) — 1963)
- В чемпионатах России
  - 5:0 (ЦСКА (Москва) — 1997; «Черноморец» (Новороссийск) — 2001)
- В первенствах России (первый (ФНЛ) и второй (ФНЛ-2) дивизионы)
  - 9:0 («Зенит» (Пенза) — 2017)
  - 9:1 («Знамя Труда» Орехово-Зуево) — 2010
  - 7:0 («Ника» (Москва) — 2010)
- В Кубке СССР
  - 8:0 («Трудовые резервы» (Курск) — 1961)
  - 6:0 («ВМС» (Москва) — 1947)
  - 6:1 («Динамо» (Тбилиси) — 1957; «Адмиралтеец» (Ленинград) — 1958)
- В Кубке России
  - 6:1 («Лада» (Тольятти) — 1997)
- В еврокубках
  - 5:0 («Корк Сити» (Ирландия) — 1989/90; «Доманьяно» (Сан-Марино) — 2003/04)

Самые крупные поражения:
- В чемпионатах СССР
  - 0:7 («Динамо» (Москва) — 1947)
- В чемпионатах России
  - 0:8 («Локомотив» (Москва) — 1994)
  - 1:8 («Зенит» (Санкт-Петербург) — 2014)
- В первенствах России (первый (ФНЛ) и второй (ФНЛ-2) дивизионы)
  - 0:4 («КАМАЗ» (Набережные Челны) — 2007; «СКА-Энергия» (Хабаровск) — 2007, 2008)
  - 2:6 («Урал» (Екатеринбург) — 2012)
  - 1:5 («Алания» (Владикавказ) — 2021)
- В Кубке СССР
  - 0:3 («Динамо» (Болшево) — 1938; «Динамо» (Москва) — 1970; «Кайрат» — 1975)
  - 1:4 («Шахтёр» (Донецк) — 1962, 1963)
  - 2:5 («Динамо» (Тбилиси) — 1939; «Динамо» (Москва) — 1945)
- В Кубке России
  - 0:4 («Торпедо» (Владимир) — 2008)
  - 1:5 («Химки» — 2020)
- В еврокубках
  - 0:3 («Динамо» (Дрезден, ГДР) — 1975/76; «Грассхоппер» (Швейцария) — 1989/90; «Осер» (Франция) — 1997/98)
  - 2:5 («Реал» (Мадрид, Испания) — 1992/93)

| Лучшие бомбардиры клуба (от 30) |      |
| Игрок                           | Голы |
| Валентин Иванов                 | 124  |
| Эдуард Стрельцов                | 99   |
| Александр Пономарёв             | 74   |
| Геннадий Гусаров                | 68   |
| Георгий Жарков                  | 63   |
| Пётр Петров                     | 56   |
| Игорь Семшов                    | 54   |
| Юрий Савичев                    | 47   |
| Игорь Лебеденко                 | 45   |
| Николай Васильев                | 45   |
| Олег Сергеев                    | 42   |
| Андрей Редкоус                  | 41   |
| Вадим Никонов                   | 40   |
| Александр Панов                 | 37   |
| Борис Батанов                   | 34   |
| Владимир Гречнёв                | 33   |
| Слава Метревели                 | 33   |
| Валерий Петраков                | 33   |
| Юрий Фалин                      | 33   |
| Геннадий Гришин                 | 32   |
| Евгений Храбростин              | 31   |
| Иван Сергеев                    | 30   |

| Рекордсмены клуба по количеству сыгранных матчей (от 200) |       |
| Игрок                                                     | Матчи |
| Виктор Шустиков                                           | 427   |
| Сергей Пригода                                            | 325   |
| Александр Полукаров                                       | 319   |
| Владимир Юрин                                             | 304   |
| Валентин Иванов                                           | 287   |
| Сергей Петренко                                           | 276   |
| Леонид Пахомов                                            | 261   |
| Василий Жупиков                                           | 255   |
| Виктор Круглов                                            | 231   |
| Игорь Лебеденко                                           | 226   |
| Владимир Бутурлакин                                       | 226   |
| Эдуард Стрельцов                                          | 222   |
| Валерий Воронин                                           | 219   |
| Игорь Семшов                                              | 216   |
| Сергей Агашков                                            | 209   |
| Николай Савичев                                           | 206   |
| Артём Самсонов                                            | 204   |
| Геннадий Гришин                                           | 202   |

## Составы

### Закреплённые номера
- № 1 закреплён за болельщиками клуба.
- № 6 закреплён за семьёй Шустиковых.

### Основной состав
| 12 | Флаг России     | Вр  | Егор Бабурин (капитан)        | 1993 |  |  |  |  |  |
| 25 | Флаг России     | Вр  | Ростислав Солдатенко          | 1997 |  |  |  |  |  |
| 74 | Флаг России     | Вр  | Михаил Волковen               | 2003 |  |  |  |  |  |
|    |                 |     |                               |      |  |  |  |  |  |
| 3  | Флаг России     | Защ | Александр Иваньковen          | 2000 |  |  |  |  |  |
| 4  | Флаг России     | Защ | Сергей Бородин (вице-капитан) | 1999 |  |  |  |  |  |
| 14 | Флаг России     | Защ | Егор Бурхин*                  | 2007 |  |  |  |  |  |
| 15 | Флаг России     | Защ | Егор Данилкин                 | 1995 |  |  |  |  |  |
| 19 | Флаг России     | Защ | Руслан Байтуковen             | 1997 |  |  |  |  |  |
| 55 | Флаг России     | Защ | Данил Степанов                | 2000 |  |  |  |  |  |
| 84 | Флаг России     | Защ | Вадим Чуриловen               | 2005 |  |  |  |  |  |
| 90 | Флаг Черногории | Защ | Боян Роганович                | 2000 |  |  |  |  |  |
| 99 | Флаг Беларуси   | Защ | Глеб Шевченко                 | 1999 |  |  |  |  |  |
|    |                 |     |                               |      |  |  |  |  |  |
| 5  | Флаг России     | ПЗ  | Владимир Москвичёв            | 2000 |  |  |  |  |  |
| 8  | Флаг России     | ПЗ  | Артур Галоян                  | 1999 |  |  |  |  |  |

| 11 | Флаг России      | ПЗ  | Даниил Шамкин     | 2002 |  |  |  |  |  |
| 17 | Флаг Кыргызстана | ПЗ  | Гулжигит Алыкулов | 2000 |  |  |  |  |  |
| 23 | Флаг России      | ПЗ  | Кирилл Данилин    | 2002 |  |  |  |  |  |
| 27 | Флаг России      | ПЗ  | Александр Орехов  | 2002 |  |  |  |  |  |
| 69 | Флаг России      | ПЗ  | Ираклий Манелов   | 2002 |  |  |  |  |  |
| 87 | Флаг России      | ПЗ  | Андрей Костинen   | 2002 |  |  |  |  |  |
| 97 | Флаг Хорватии    | ПЗ  | Марио Чурич       | 1998 |  |  |  |  |  |
|    | Флаг Бразилии    | ПЗ  | Кайо Дантас       | 2003 |  |  |  |  |  |
|    |                  |     |                   |      |  |  |  |  |  |
| 7  | Флаг России      | Нап | Александр Юшин    | 1995 |  |  |  |  |  |
| 9  | Флаг Черногории  | Нап | Душан Бакич       | 1999 |  |  |  |  |  |
| 20 | Флаг России      | Нап | Егор Сысоевen*    | 2006 |  |  |  |  |  |
| 38 | Флаг России      | Нап | Александр Чупаёв  | 2004 |  |  |  |  |  |
| 89 | Флаг России      | Нап | Руслан Червяковen | 2005 |  |  |  |  |  |

* Также находится в заявке молодёжной команды, выступающей в МФЛ.

### Молодёжный состав
|  | Флаг России  | Вр  | Ярослав Згиблов | 2007 |  |  |  |  |  |
|  | Флаг России  | Вр  | Дмитрий Сенько  | 2008 |  |  |  |  |  |
|  | Флаг России  | Вр  | Никита Соловьев | 2007 |  |  |  |  |  |
|  |              |     |                 |      |  |  |  |  |  |
|  | Флаг России  | Защ | Денис Букин     | 2007 |  |  |  |  |  |
|  | Флаг России  | Защ | Егор Бурхин*    | 2007 |  |  |  |  |  |
|  | Флаг России  | Защ | Магомет Дзабиев | 2007 |  |  |  |  |  |
|  | Флаг России  | Защ | Артём Зубцов    | 2008 |  |  |  |  |  |
|  | Флаг России  | Защ | Никита Куликов  | 2007 |  |  |  |  |  |
|  | Флаг Молдовы | Защ | Даниил Павленко | 2006 |  |  |  |  |  |
|  |              |     |                 |      |  |  |  |  |  |
|  | Флаг России  | ПЗ  | Никита Билецкий | 2007 |  |  |  |  |  |
|  | Флаг России  | ПЗ  | Матвей Данюк    | 2008 |  |  |  |  |  |
|  | Флаг России  | ПЗ  | Богдан Жильцов  | 2007 |  |  |  |  |  |

|  | Флаг России | ПЗ  | Артём Котов             | 2006 |  |  |  |  |  |
|  | Флаг России | ПЗ  | Арман Манукян           | 2007 |  |  |  |  |  |
|  | Флаг России | ПЗ  | Владислав Мартыновченко | 2008 |  |  |  |  |  |
|  | Флаг России | ПЗ  | Егор Мязин              | 2006 |  |  |  |  |  |
|  | Флаг России | ПЗ  | Арсений Петров          | 2006 |  |  |  |  |  |
|  | Флаг России | ПЗ  | Артём Токарев (капитан) | 2006 |  |  |  |  |  |
|  |             |     |                         |      |  |  |  |  |  |
|  | Флаг России | Нап | Василий Антонов         | 2008 |  |  |  |  |  |
|  | Флаг России | Нап | Марко Вучкович          | 2007 |  |  |  |  |  |
|  | Флаг России | Нап | Артём Ибрагимов         | 2006 |  |  |  |  |  |
|  | Флаг России | Нап | Антон Имангулов         | 2008 |  |  |  |  |  |
|  | Флаг России | Нап | Егор Сысоевen*          | 2006 |  |  |  |  |  |
|  | Флаг России | Нап | Тимур Хамидуллин        | 2006 |  |  |  |  |  |

* Также находится в заявке основной команды, выступающей в Первой лиге.

### Не заявлены
| \| № \| \| Поз. \| Имя \| Год рождения \| \| -- \| \| ---- \| ------------ \| ------------ \| \| 10 \| \| ПЗ \| Ейсон Гусман \| 1998 \| |               |      |              |              |
| № |               | Поз. | Имя          | Год рождения |
| 10 | Флаг Колумбии | ПЗ   | Ейсон Гусман | 1998         |

### Игроки в аренде
| \| № \| \| Поз. \| Имя \| Год рождения \| \| - \| \| ---- \| -------------------------------------------------- \| ------------ \| \| \| \| ПЗ \| Александр Гуз (в Ислочи до 31 декабря 2025) \| 2004 \| \| \| \| ПЗ \| Мамаду Камара (в Торпедо-БелАЗ до 31 декабря 2025) \| 2001 \| \| \| \| ПЗ \| Алессон (в Мирасоле до 30 июня 2026) \| 1999 \| |               |      |                                                    |              |
| № |               | Поз. | Имя                                                | Год рождения |
| | Флаг Беларуси | ПЗ   | Александр Гуз (в Ислочи до 31 декабря 2025)        | 2004         |
| | Флаг Мали     | ПЗ   | Мамаду Камара (в Торпедо-БелАЗ до 31 декабря 2025) | 2001         |
| | Флаг Бразилии | ПЗ   | Алессон (в Мирасоле до 30 июня 2026)               | 1999         |

## Трансферы 2025/2026

### Лето 2025
| Поз. | Игрок                | Прежний клуб   |
| ---- | -------------------- | -------------- |
| Вр   | Ростислав Солдатенко | Черноморец     |
| Защ  | Данил Степанов***    | Химки          |
| ПЗ   | Владимир Москвичёв** | Акрон          |
| ПЗ   | Артур Галоян***      | Акрон          |
| ПЗ   | Александр Орехов**   | Торпедо-БелАЗ  |
| ПЗ   | Кирилл Данилин*      | Акрон          |
| ПЗ   | Кайо Дантас**        | Торпедо-БелАЗ  |
| Нап  | Душан Бакич***       | Динамо (Минск) |

| Поз. | Игрок                  | Новый клуб      |
| ---- | ---------------------- | --------------- |
| Вр   | Виталий Ботнарь***     |                 |
| Защ  | Кирилл Исаев**         | Динамо (Москва) |
| ПЗ   | Равиль Нетфуллин***    | Факел           |
| ПЗ   | Алессон*               | Мирасол         |
| ПЗ   | Игорь Горбунов***      | Арсенал         |
| ПЗ   | Владислав Галкин***    | Велес           |
| ПЗ   | Хетаг Хосонов          | Акрон           |
| ПЗ   | Владислав Вильгельм*** | Леон Сатурн     |
| Нап  | Максим Максимов***     |                 |
| Нап  | Йорди Рейна***         | Родина          |

* В аренду. 

** Из аренды. 

*** Свободный агент.

## Персонал
| Должность                                | Имя                    | Страна                      | Дата рождения             | В ком. с:       |                 |
| Тренерский штаб                          | Тренерский штаб        | Тренерский штаб             | Тренерский штаб           | Тренерский штаб | Тренерский штаб |
| ---------------------------------------- | ---------------------- | --------------------------- | ------------------------- | --------------- | --------------- |
| Исполняющий обязанности главного тренера | Павел Кирильчик        | Флаг Беларуси               | 4 января 1981 (44 года)   | 2024            |                 |
| Тренер                                   | Александр Павленко     | Флаг России                 | 20 января 1985 (40 лет)   | 2025            |                 |
| Тренер вратарей                          | Даниэл Тудор           | Флаг Румынии                | 1 июня 1974 (51 год)      | 2025            |                 |
| Ст. тренер по физподготовке              | Рамиль Шарипов         | Флаг России                 | 12 июля 1980 (45 лет)     | 2024            |                 |
| Тренер по физподготовке                  | Дмитрий Горяинов       | Флаг России                 | 9 марта 1993 (32 года)    | 2024            |                 |
| Аналитик                                 | Игорь Стебенев         | Флаг России                 | 2 августа 1991 (34 года)  | 2023            |                 |
| Начальник команды                        | Александр Николаев     | Флаг России                 | 16 июня 1996 (29 лет)     | 2021            |                 |
| Администратор                            | Александр Петров       | Флаг России                 | 24 апреля 1951 (74 года)  | 1975            |                 |
| Администратор                            | Артём Андреев          | Флаг России                 | 30 марта 2001 (24 года)   | 2023            |                 |
| Главный врач                             | Кирилл Иванов          | Флаг России                 | 31 марта 1982 (43 года)   | 2022            |                 |
| Врач                                     | Ян Гобедашвили         | Флаг России                 | 10 сентября 1988 (36 лет) | 2022            |                 |
| Физиотерапевт                            | Алексей Завгородний    | Флаг России                 | 10 апреля 1970 (55 лет)   | 1995            |                 |
| Реабилитолог-физиотерапевт               | Илья Набатчиков        | Флаг России                 | 25 января 1997 (28 лет)   | 2023            |                 |
| Массажист                                | Александр Красильников | Флаг России                 | 3 июня 1983 (42 года)     | 2022            |                 |
| Массажист                                | Степко Шкрэблин        | Флаг Хорватии · Флаг России | 21 мая 1976 (49 лет)      | 2024            |                 |
| Оператор                                 | Андрей Шерстобитов     | Флаг России                 | 15 августа 1965 (60 лет)  | 2017            |                 |
| Тренерский штаб молодёжного состава      |                        |                             |                           |                 |                 |
| Главный тренер                           | Сергей Жуков           | Флаг России                 | 8 мая 1967 (58 лет)       | 2025            |                 |
| Тренер                                   | Андрей Афанасьев       | Флаг России                 | 15 мая 1964 (61 год)      | 2025            |                 |
| Тренер вратарей                          | Пётр Устиновen         | Флаг России                 | 8 февраля 1987 (38 лет)   | 2025            |                 |
| Тренер по ОФП                            | Артём Горяинов         | Флаг России                 | 9 марта 1993 (32 года)    | 2025            |                 |
| Начальник команды                        | Владимир Агаев         | Флаг России                 | 30 марта 1995 (30 лет)    | 2025            |                 |
| Администратор                            | Станислав Бурченков    | Флаг России                 | 7 октября 2004 (20 лет)   | 2025            |                 |
| Врач                                     | Алексей Лизичев        | Флаг России                 | 4 сентября 1988 (36 лет)  | 2025            |                 |
| Видеооператор                            | Сергей Александров     | Флаг России                 | 28 января 1992 (33 года)  | 2025            |                 |
| Специалист по безопасности               | Андрей Аксенов         | Флаг России                 | 24 августа 1974 (50 лет)  | 2025            |                 |
| Специалист по связям со СМИ              | Александра Московская  | Флаг России                 | 5 августа 2002 (23 года)  | 2025            |                 |
| Руководство клуба                        |                        |                             |                           |                 |                 |
| Генеральный директор                     | Сергей Синяев          | Флаг России                 | 4 апреля 1987 (38 лет)    | 2025            |                 |
| Спортивный директор                      | Ари                    | Флаг России · Флаг Бразилии | 11 декабря 1985 (39 лет)  | 2024            |                 |
| Пресс-атташе                             | Дмитрий Ганичев        | Флаг России                 | 21 февраля 1983 (42 года) | 2020            |                 |
| Директор по безопасности                 | Александр Мурушкин     | Флаг России                 | 27 декабря 1979 (45 лет)  | 2019            |                 |
| Матч-менеджер                            | Анастасия Атамалян     | Флаг России                 | 9 сентября                | 2025            |                 |
| Специалист по работе с болельщиками      | Антон Навроцкий        | Флаг России                 | неизвестна                | 2023            |                 |
| Специалист по работе с болельщиками      | Василий Петраков       | Флаг России                 | 28 июня 1968 (57 лет)     | 1989            |                 |
| Специалист по безопасности               | Павел Рождественский   | Флаг России                 | неизвестна                | 2023            |                 |

## Главные тренеры
Информация откорректирована по состоянию на 15 августа 2025. В статистику включены только официальные матчи.
Курсивом выделены исполняющие обязанности главного тренера
| Имя                | Гражданство | Начало работы    | Окончание работы | И   | В  | Н  | П  | % В    | Достижения                                            | Прим.  |
| ------------------ | ----------- | ---------------- | ---------------- | --- | -- | -- | -- | ------ | ----------------------------------------------------- | ------ |
| Виктор Маслов      | СССР        | 1931             | 1931             | 6   | 2  | 1  | 3  | 033,33 | —                                                     | [ 60 ] |
| Сергей Бухтеев     | СССР        | 1932             | 1934             | 41  | 20 | 8  | 13 | 048,78 | —                                                     | [ 60 ] |
| Сергей Троицкий    | СССР        | 1932             | 1932             | 8   | 5  | 1  | 2  | 062,50 | —                                                     | [ 60 ] |
| Николай Никитин    | СССР        | 1935             | июль 1937        | 40  | 19 | 2  | 19 | 047,50 | —                                                     | [ 60 ] |
| Сергей Бухтеев     | СССР        | 1937             | май 1939         | 50  | 19 | 16 | 15 | 038,00 | —                                                     | [ 60 ] |
| Константин Квашнин | СССР        | июнь 1939        | 1940             | 49  | 15 | 12 | 22 | 030,61 | —                                                     | [ 60 ] |
| Виктор Маслов      | СССР        | 1944             | август 1945      | 42  | 28 | 6  | 8  | 066,67 | —                                                     | [ 60 ] |
| Фёдор Селин        | СССР        | сентябрь 1945    | октябрь 1945     | 8   | 4  | 1  | 3  | 050,00 | —                                                     | [ 60 ] |
| Виктор Маслов      | СССР        | 1946             | 30 июня 1948     | 64  | 31 | 13 | 20 | 048,44 | —                                                     | [ 60 ] |
| Николай Никитин    | СССР        | 1 июля 1948      | 31 мая 1949      | 29  | 15 | 6  | 8  | 051,72 | —                                                     | [ 60 ] |
| Константин Квашнин | СССР        | 1 июня 1949      | 1950             | 68  | 31 | 16 | 21 | 045,59 | Кубок СССР (1): 1949\|\|                              |        |
| Владимир Мошкаркин | СССР        | 1951             | июль 1951        | 21  | 5  | 7  | 9  | 023,81 | —                                                     | [ 60 ] |
| Андрей Ржевцев     | СССР        | июль 1951        | 1951             | 15  | 6  | 3  | 6  | 040,00 | —                                                     | [ 60 ] |
| Виктор Маслов      | СССР        | 1952             | август 1953      | 42  | 18 | 10 | 14 | 042,86 | Кубок СССР (1): 1952\|\|                              |        |
| Николай Морозов    | СССР        | сентябрь 1953    | октябрь 1955     | 55  | 22 | 15 | 18 | 040,00 | —                                                     | [ 60 ] |
| Константин Бесков  | СССР        | 1956             | 1956             | 23  | 9  | 7  | 7  | 039,13 | —                                                     | [ 60 ] |
| Виктор Маслов      | СССР        | 1957             | 1961             | 145 | 84 | 25 | 36 | 057,93 | Чемпионат СССР (1): 1960, Кубок СССР (1): 1959/60\|\| |        |
| Георгий Жарков     | СССР        | 1962             | 1962             | 35  | 17 | 8  | 10 | 048,57 | —                                                     | [ 60 ] |
| Юрий Золотов       | СССР        | январь 1963      | 24 июня 1963     | 6   | 2  | 1  | 3  | 033,33 | —                                                     | [ 60 ] |
| Николай Морозов    | СССР        | 2 мая 1963       | ноябрь 1963      | 34  | 11 | 15 | 8  | 032,35 | —                                                     | [ 60 ] |
| Виктор Марьенко    | СССР        | 1964             | 5 февраля 1967   | 112 | 62 | 26 | 24 | 055,36 | Чемпионат СССР (1): 1965\|\|                          |        |
| Николай Морозов    | СССР        | январь 1967      | июль 1967        | 25  | 12 | 7  | 6  | 048,00 | —                                                     | [ 60 ] |
| Валентин Иванов    | СССР        | август 1967      | 1970             | 148 | 62 | 46 | 40 | 041,89 | Кубок СССР (1): 1967/68\|\|                           |        |
| Виктор Маслов      | СССР        | 1971             | август 1973      | 100 | 35 | 39 | 26 | 035,00 | Кубок СССР (1): 1972\|\|                              |        |
| Валентин Иванов    | СССР        | сентябрь 1973    | 1978             | 205 | 84 | 62 | 59 | 040,98 | Чемпионат СССР (1): 1976 (о)\|\|                      |        |
| Владимир Сальков   | СССР        | 1979             | 31 июля 1980     | 68  | 21 | 16 | 31 | 030,88 | —                                                     | [ 60 ] |
| Валентин Иванов    | СССР        | 1 августа 1980   | 31 августа 1991  | 148 | 62 | 46 | 40 | 041,89 | Кубок СССР (1): 1985/86\|\|                           |        |
| Евгений Скоморохов | Россия      | 1 сентября 1991  | 8 августа 1992   | 28  | 10 | 6  | 12 | 035,71 | —                                                     | [ 60 ] |
| Юрий Миронов       | Россия      | 9 августа 1992   | 1 августа 1994   | 59  | 31 | 21 | 7  | 052,54 | Кубок России (1): 1992/93\|\|                         |        |
| Сергей Петренко    | Россия      | 2 августа 1994   | 26 августа 1994  | 3   | 1  | 0  | 2  | 033,33 | —                                                     | [ 60 ] |
| Валентин Иванов    | Россия      | 27 августа 1994  | 17 января 1997   | 84  | 31 | 27 | 26 | 036,90 | —                                                     | [ 60 ] |
| Александр Тарханов | Россия      | 18 января 1997   | 24 мая 1998      | 53  | 21 | 10 | 22 | 039,62 | —                                                     | [ 60 ] |
| Валентин Иванов    | Россия      | 25 мая 1998      | 13 ноября 1998   | 22  | 8  | 6  | 8  | 036,36 | —                                                     | [ 60 ] |
| Виталий Шевченко   | Россия      | 23 ноября 1998   | 13 июля 2002     | 113 | 48 | 31 | 34 | 042,48 | —                                                     | [ 60 ] |
| Сергей Петренко    | Россия      | 14 июля 2002     | 16 сентября 2006 | 158 | 65 | 47 | 46 | 041,14 | —                                                     | [ 60 ] |
| Александр Гостенин | Россия      | 17 сентября 2006 | 31 декабря 2006  | 11  | 2  | 4  | 5  | 018,18 | —                                                     | [ 60 ] |
| Георгий Ярцев      | Россия      | 5 января 2007    | 22 июня 2007     | 20  | 8  | 6  | 6  | 040,00 | —                                                     | [ 60 ] |
| Вячеслав Даев      | Россия      | 22 июня 2007     | 31 июля 2007     | 7   | 2  | 1  | 4  | 028,57 | —                                                     | [ 60 ] |
| Равиль Сабитов     | Россия      | 1 августа 2007   | 30 мая 2008      | 31  | 13 | 3  | 15 | 041,94 | —                                                     | [ 60 ] |
| Вячеслав Даев      | Россия      | 30 мая 2008      | 10 октября 2008  | 24  | 11 | 4  | 9  | 045,83 | —                                                     | [ 60 ] |
| Вячеслав Даев      | Россия      | 10 октября 2008  | 8 декабря 2009   | 43  | 32 | 3  | 8  | 074,42 | —                                                     | [ 60 ] |
| Сергей Павлов      | Россия      | 8 декабря 2009   | 16 августа 2010  | 7   | 2  | 1  | 4  | 028,57 | —                                                     | [ 60 ] |
| Игорь Чугайнов     | Россия      | 17 августа 2010  | 4 апреля 2012    | 65  | 24 | 23 | 18 | 036,92 | —                                                     | [ 60 ] |
| Михаил Белов       | Россия      | 5 апреля 2012    | 5 июля 2012      | 8   | 1  | 3  | 4  | 012,50 | —                                                     | [ 60 ] |
| Михаил Белов       | Россия      | 5 июля 2012      | 14 ноября 2012   | 20  | 4  | 8  | 8  | 020,00 | —                                                     | [ 60 ] |
| Николай Савичев    | Россия      | 15 ноября 2012   | 21 ноября 2012   | 1   | 0  | 0  | 1  | 000,00 | —                                                     | [ 60 ] |
| Борис Игнатьев     | Россия      | 22 ноября 2012   | 10 июня 2013     | 12  | 2  | 7  | 3  | 016,67 | —                                                     | [ 60 ] |
| Владимир Казаков   | Россия      | 11 июня 2013     | 7 августа 2013   | 6   | 0  | 2  | 4  | 000,00 | —                                                     | [ 60 ] |
| Николай Савичев    | Россия      | 7 августа 2013   | 5 сентября 2013  | 4   | 2  | 1  | 1  | 050,00 | —                                                     | [ 60 ] |
| Александр Бородюк  | Россия      | 5 сентября 2013  | 31 мая 2014      | 26  | 17 | 5  | 4  | 065,38 | —                                                     | [ 60 ] |
| Николай Савичев    | Россия      | 1 июля 2014      | 4 ноября 2014    | 12  | 1  | 3  | 8  | 008,33 | —                                                     | [ 60 ] |
| Валерий Петраков   | Россия      | 4 ноября 2014    | 13 апреля 2016   | 36  | 10 | 13 | 13 | 027,78 | —                                                     | [ 60 ] |
| Владимир Белоусов  | Россия      | 13 апреля 2016   | 4 мая 2016       | 4   | 3  | 0  | 1  | 075,00 | —                                                     | [ 60 ] |
| Виктор Булатов     | Россия      | 6 мая 2016       | 31 мая 2017      | 27  | 10 | 10 | 7  | 037,04 | —                                                     | [ 60 ] |
| Игорь Колыванов    | Россия      | 1 июня 2017      | 4 июня 2019      | 51  | 30 | 14 | 7  | 058,82 | —                                                     | [ 60 ] |
| Николай Савичев    | Россия      | 4 июня 2019      | 18 июня 2020     | 31  | 18 | 6  | 7  | 058,06 | —                                                     | [ 60 ] |
| Сергей Игнашевич   | Россия      | 18 июня 2020     | 22 марта 2021    | 32  | 16 | 6  | 10 | 050,00 | —                                                     | [ 60 ] |
| Александр Бородюк  | Россия      | 23 марта 2021    | 18 августа 2022  | 57  | 27 | 19 | 11 | 047,37 | —                                                     | [ 60 ] |
| Николай Савичев    | Россия      | 19 августа 2022  | 13 октября 2022  | 10  | 2  | 2  | 6  | 020,00 | —                                                     | [ 60 ] |
| Андрей Талалаев    | Россия      | 13 октября 2022  | 22 марта 2023    | 12  | 2  | 1  | 9  | 016,67 | —                                                     | [ 60 ] |
| Жозеп Клотет       | Испания     | 28 марта 2023    | 3 октября 2023   | 23  | 6  | 2  | 15 | 026,09 | —                                                     | [ 60 ] |
| Артём Горлов       | Россия      | 3 октября 2023   | 8 ноября 2023    | 5   | 1  | 2  | 2  | 020,00 | —                                                     | [ 60 ] |
| Артём Горлов       | Россия      | 8 ноября 2023    | 16 января 2024   | 3   | 1  | 2  | 0  | 033,33 | —                                                     | [ 60 ] |
| Олег Кононов       | Россия      | 17 января 2024   | 15 августа 2025  | 54  | 23 | 20 | 11 | 042,59 | —                                                     | [ 60 ] |
| Павел Кирильчик    | Россия      | 15 августа 2025  | н. в.            | 0   | 0  | 0  | 0  | —      | —                                                     | [ 60 ] |

1. ↑  Де-факто обязанности главного тренера исполнял Сергей Игнашевич, но из-за отсутствия соответствующей лицензии де-юре главным тренером считаться не мог.
2. ↑  Де-факто обязанности главного тренера исполнял Николай Ковардаев, но из-за отсутствия соответствующей лицензии де-юре главным тренером считаться не мог.

## Выступления команды в турнирах

### Статистика выступлений в чемпионатах СССР и России
В первенстве СССР команда провела 1455 встреч (601 победа, 433 ничьих и 421 поражение), при этом забила 2059 мячей и пропустила 1656 мячей.

### Чемпионаты России
| Сезон   | Дивизион                           | Позиция | Игры | Побед | Ничьих | Поражений | ГЗ  | ГП | Очки | Кубок России                 | Конт. турнир | Бомбардир (чемпионат) | Главный тренер             | Примечания                      |                       |
| ------- | ---------------------------------- | ------- | ---- | ----- | ------ | --------- | --- | -- | ---- | ---------------------------- | ------------ | --------------------- | -------------------------- | ------------------------------- | --------------------- |
| 1992    | Высшая лига, Высший дивизион, РФПЛ | 11      | 30   | 12    | 6      | 12        | 32  | 30 | 30   | —                            | —            | —                     | Гришин (10)                | Скоморохов Миронов              |                       |
| 1993    | Высшая лига, Высший дивизион, РФПЛ | 7       | 34   | 15    | 8      | 11        | 35  | 40 | 38   | Победа                       | КУ           | 1/16                  | Борисов (7)                | Миронов                         |                       |
| 1994    | Высшая лига, Высший дивизион, РФПЛ | 11      | 30   | 7     | 12     | 11        | 28  | 37 | 26   | 1/16                         | КОК          | 1/16                  | Афанасьев (8)              | Миронов Петренко В. Иванов      |                       |
| 1995    | Высшая лига, Высший дивизион, РФПЛ | 5       | 30   | 16    | 7      | 7         | 40  | 30 | 55   | 1/4                          | —            | —                     | Прокопенко (6) Агашков (6) | В. Иванов                       |                       |
| 1996    | Высшая лига, Высший дивизион, РФПЛ | 12      | 34   | 10    | 11     | 13        | 42  | 51 | 41   | 1/16                         | —            | —                     | Камольцев (9)              | В. Иванов                       |                       |
| 1997    | Высшая лига, Высший дивизион, РФПЛ | 11      | 34   | 13    | 6      | 15        | 50  | 46 | 45   | 1/4                          | КУ КИ        | 1/64 1/2              | Янкаускас (10)             | Тарханов                        |                       |
| 1998    | Высшая лига, Высший дивизион, РФПЛ | 11      | 30   | 9     | 10     | 11        | 38  | 34 | 37   | 1/8                          | —            | —                     | Булатов (9)                | В. Иванов                       |                       |
| 1999    | Высшая лига, Высший дивизион, РФПЛ | 4       | 30   | 13    | 11     | 6         | 38  | 33 | 50   | 1/16                         | —            | —                     | Камольцев (12)             | Шевченко                        |                       |
| 2000    | Высшая лига, Высший дивизион, РФПЛ | 3       | 30   | 16    | 7      | 7         | 42  | 29 | 55   | 1/16                         | —            | —                     | Вязьмикин (8)              | Шевченко                        |                       |
| 2001    | Высшая лига, Высший дивизион, РФПЛ | 4       | 30   | 15    | 7      | 8         | 53  | 42 | 52   | 1/4                          | КУ           | 1/128                 | Вязьмикин (17)             | Шевченко                        |                       |
| 2002    | Высшая лига, Высший дивизион, РФПЛ | 4       | 30   | 14    | 8      | 8         | 47  | 32 | 50   | 1/16                         | КУ           | 1/128                 | Семшов (11)                | Шевченко Петренко               |                       |
| 2003    | Высшая лига, Высший дивизион, РФПЛ | 8       | 30   | 11    | 10     | 9         | 42  | 38 | 43   | 1/16                         | —            | —                     | Ширко (7)                  | Петренко                        |                       |
| 2004    | Высшая лига, Высший дивизион, РФПЛ | 5       | 30   | 16    | 6      | 8         | 53  | 37 | 54   | 1/16                         | КУ           | 1/32                  | Панов (15)                 | Петренко                        |                       |
| 2005    | Высшая лига, Высший дивизион, РФПЛ | 7       | 30   | 12    | 9      | 9         | 37  | 33 | 45   | 1/4                          | —            | —                     | Семшов (12)                | Петренко                        |                       |
| 2006    | Высшая лига, Высший дивизион, РФПЛ | 15      | 30   | 3     | 13     | 14        | 22  | 40 | 22   | 1/4                          | —            | —                     | Будылин (4)                | Петренко Гостенин               | Выбывание             |
| 2007    | Первый дивизион                    | 6       | 42   | 21    | 6      | 15        | 75  | 59 | 69   | 1/8, 1/16                    | —            | —                     | Ромащенко (15)             | Ярцев Сабитов                   |                       |
| 2008    | Первый дивизион                    | 18      | 42   | 14    | 7      | 21        | 47  | 69 | 49   | 1/32                         | —            | —                     | Попов (9)                  | Сабитов Даев                    | Выбывание (-2 уровня) |
| 2009    | ЛФЛ зона «Москва»*                 | 1       | 32   | 30    | 0      | 2         | 128 | 19 | 90   | —                            | —            | —                     | Черешнев (23)              | Даев                            | Повышение             |
| 2010    | Второй дивизион зона «Центр»       | 1       | 30   | 17    | 6      | 7         | 59  | 26 | 57   | 1/16                         | —            | —                     | Бурмистров (10)            | Павлов Чугайнов                 | Повышение             |
| 2011/12 | ФНЛ                                | 8       | 52   | 17    | 17     | 18        | 63  | 53 | 68   | 1/32                         | —            | —                     | Хозин (9) Дорожкин (9)     | Чугайнов Белов                  |                       |
| 2012/13 | ФНЛ                                | 14      | 32   | 6     | 15     | 11        | 29  | 38 | 33   | 1/32                         | —            | —                     | Безлихотнов (7)            | Белов Игнатьев                  |                       |
| 2013/14 | ФНЛ                                | 3       | 36   | 19    | 8      | 9         | 45  | 22 | 65   | 1/32                         | —            | —                     | Шевченко (8)               | Казаков Бородюк                 | Повышение             |
| 2014/15 | РФПЛ                               | 15      | 30   | 6     | 11     | 13        | 28  | 45 | 29   | 1/8                          | —            | —                     | Путило (4)                 | Савичев Петраков                | Выбывание (-2 уровня) |
| 2015/16 | ПФЛ зона/группа «Центр»            | 12      | 26   | 8     | 6      | 12        | 21  | 28 | 30   | 1/128                        | —            | —                     | Тюпиков (5)                | Петраков Булатов                |                       |
| 2016/17 | ПФЛ зона/группа «Центр»            | 3       | 24   | 11    | 9      | 4         | 36  | 19 | 42   | 1/32                         | —            | —                     | Гонежуков (7)              | Булатов                         |                       |
| 2017/18 | ПФЛ зона/группа «Центр»            | 6       | 26   | 11    | 9      | 6         | 44  | 22 | 42   | 1/64                         | —            | —                     | Садыхов (8)                | Колыванов                       |                       |
| 2018/19 | ПФЛ зона/группа «Центр»            | 1       | 26   | 20    | 5      | 1         | 48  | 17 | 65   | 1/16                         | —            | —                     | Сергеев (16)               | Колыванов                       | Повышение             |
| 2019/20 | ФНЛ                                | 4       | 27   | 16    | 5      | 6         | 39  | 25 | 59   | 1/4                          | —            | —                     | Сергеев (14)               | Савичев                         |                       |
| 2020/21 | ФНЛ                                | 6       | 42   | 21    | 9      | 12        | 65  | 41 | 72   | 1/64                         | —            | —                     | Калмыков (12)              | Игнашевич Бородюк               |                       |
| 2021/22 | Первый дивизион                    | 1       | 38   | 20    | 15     | 3         | 65  | 36 | 75   | Элитный групповой раунд      | —            | —                     | Султонов (15)              | Бородюк                         | Повышение             |
| 2022/23 | РПЛ                                | 16      | 30   | 3     | 4      | 23        | 22  | 61 | 13   | 1/4 Пути регионов (1-й этап) | —            | —                     | Стефанович (5)             | Бородюк Савичев Талалаев Клотет | Выбывание             |
| 2023/24 | Первая лига                        | 10      | 34   | 12    | 11     | 11        | 33  | 33 | 47   | 1/32 Пути регионов           | —            | —                     | Стефанович (8)             | Клотет Горлов Кононов           |                       |
| 2024/25 | Первая лига                        | 2       | 34   | 17    | 14     | 3         | 51  | 25 | 65   | 1/16 Пути регионов           | —            | —                     | Нетфуллин (6)              | Кононов                         |                       |
| 2025/26 | Первая лига                        |         |      |       |        |           |     |    |      |                              | —            | —                     |                            |                                 |                       |
* Примечание. На финальном турнире — 2-е место (6:+2=2-1, 7-6; ничьи с сериями пенальти — 6:5, полуфинал и 4:5, финал).

### Международные турниры
| Турнир                      | Сезоны | И  | В  | Н  | П  | % О³ | ЗМ  | ПМ | РМ | Лучшее достижение               |
| --------------------------- | ------ | -- | -- | -- | -- | ---- | --- | -- | -- | ------------------------------- |
| Кубок европейских чемпионов | 2      | 4  | 0  | 3  | 1  | 0,0  | 0   | 1  | -1 | Первый раунд (1966/67, 1977/78) |
| Кубок УЕФА                  | 10     | 42 | 18 | 10 | 14 | 42,9 | 68  | 51 | 17 | 1/4 финала (1990/91)            |
| Кубок обладателей кубков    | 7      | 25 | 11 | 8  | 6  | 44,0 | 34  | 23 | 11 | 1/4 финала (1967/68, 1986/87)   |
| Кубок Интертото             | 1      | 6  | 5  | 0  | 1  | 83,3 | 13  | 5  | 8  | 1/2 финала (1997)               |
| Итого                       | 20     | 77 | 34 | 21 | 22 | 44,2 | 115 | 80 | 35 |                                 |

## Футболисты, сыгравшие 100 и более матчей
Список футболистов, сыгравших 100 и более матчей за клуб. Учитываются только матчи официальных турниров (чемпионат СССР, кубок СССР, чемпионат России, Первая лига, Вторая лига, кубок России, кубок Федерации футбола СССР, приз Всесоюзного комитета, Кубок Премьер-лиги, Кубок чемпионов УЕФА, Кубок УЕФА, Кубок обладателей кубков УЕФА, Кубок Интертото).
- Сергей Агашков
- Вячеслав Андреюк
- Андрей Афанасьев
- Виктор Банников
- Борис Батанов
- Дмитрий Бородин
- Владимир Бреднев
- Сергей Будылин
- Владимир Бутурлакин
- Михаил Бычков
- Николай Васильев
- Виталий Волков
- Валерий Воробьёв
- Валерий Воронин
- Борис Востросаблин
- Владимир Галайба
- Андрей Гашкин
- Михаил Гершкович
- Агустин Гомес
- Александр Гостенин
- Владимир Гречнёв
- Геннадий Гришин
- Геннадий Гусаров
- Филипп Дворецковen
- Анатолий Дегтярёв
- Альберт Денисенко
- Валентин Денисов
- Александр Дозморов
- Георгий Жарков
- Сергей Жуков
- Василий Жупиков
- Анатолий Зарапин
- Константин Зырянов
- Валентин Иванов
- Анзор Кавазашвили
- Вячеслав Камольцев
- Рамиз Каричев
- Константин Кертанов
- Владимир Кобзев
- Валентин Ковач
- Сергей Кормильцев
- Олег Корнаухов
- Владимир Краснов
- Виктор Круглов
- Игорь Лебеденко
- Александр Ленёв
- Владимир Леонченко
- Александр Лухвич
- Евгений Луценко
- Андрей Малай
- Николай Маношин
- Виктор Марьенко
- Марат Махмутов
- Александр Медакин
- Слава Метревели
- Юрий Миронов
- Владимир Михайлов
- Николай Морозов
- Владимир Мошкаркин
- Равиль Нетфуллин
- Вадим Никонов
- Радислав Орловский
- Леонид Островский
- Давид Паис
- Александр Панов
- Леонид Пахомов
- Валерий Петраков
- Сергей Петренко
- Пётр Петров
- Владимир Пивцов
- Александр Полукаров
- Александр Пономарёв
- Сергей Пригода
- Дмитрий Прокопенко
- Владимир Пчельников
- Андрей Редкоус
- Вадим Роговской
- Александр Рязанцев
- Николай Савичев
- Юрий Савичев
- Артём Самсонов
- Владимир Сараев
- Валерий Сарычев
- Владимир Сахаров
- Игорь Семшов
- Николай Сенюков
- Олег Сергеев
- Дмитрий Соколов
- Анатолий Соловьёв
- Михаил Соловьёв
- Павел Соломатин
- Антонин Сочнев
- Вадим Стеклов
- Эдуард Стрельцов
- Юрий Суслопаров
- Дмитрий Ульянов
- Юрий Фалин
- Валерий Филатов
- Евгений Храбростин
- Юрий Чайко
- Вячеслав Чанов
- Максим Чельцов
- Игорь Чугайнов
- Александр Чумаков
- Валерий Шавейко
- Геннадий Шалимов
- Олег Ширинбеков
- Максим Шоркинen
- Виктор Шустиков
- Сергей Шустиков
- Сергей Шустиков мл.
- Владимир Щербаков
- Владимир Юрин
- Григорий Янец